# 데렌 왕국
데렌 왕국(고대 영어: Deren rice), 또는 데렌(고대 영어: Deren)은 6세기에 오늘날의 잉글랜드 북동부 지역에 세워진 앵글로색슨인 왕국이었다. 데렌 왕국의 강역은 북으로는 티스강, 남쪽으로는 험버강, 동쪽으로는 북해, 서쪽으로는 요크 계곡에 닿았다. 7세기에 북쪽의 이웃나라 베오르니체와 합방하여 노섬브리아 왕국을 형성했다.